# 魏恩施特拉瑟地区基希海姆
魏恩施特拉瑟地区基希海姆是德国莱茵兰-普法尔茨州的一个市镇。总面积8.98平方公里，总人口1795人，其中男性912人，女性883人（2011年12月31日），人口密度200人/平方公里。